# Ghiacciaio Odino
Il ghiacciaio Odino è un ghiacciaio lungo circa 2 km situato nella regione centro-occidentale della Dipendenza di Ross, in Antartide. Il ghiacciaio, il cui punto più alto si trova a circa 1700 m s.l.m., si trova in particolare nella zona occidentale della dorsale Asgard, dove è separato dal ghiacciaio Alberich dal colle Juction, e dove fluisce verso nord partendo dal fianco nord-occidentale del monte Odino e scorrendo lungo il versante meridionale della valle di Wright, senza però arrivare sul fondo della valle ma alimentando, durante il suo scioglimento estivo, il lago Vanda, un lago glaciale situato sul fondo di questa.

## Storia
Il ghiacciaio Odino è stato mappato dalla squadra occidentale della spedizione Terra Nova, condotta dal 1910 al 1913 e comandata dal capitano Robert Falcon Scott, ma è stato così battezzato solo in seguito dal Comitato neozelandese per i toponimi antartici in associazione con il nome della dorsale Asgard, nella mitologia norrena, infatti, Odino dimora, con tutti gli altri Asi, di cui è il re, nel regno di Ásgarðr.